# Violación por tentáculos

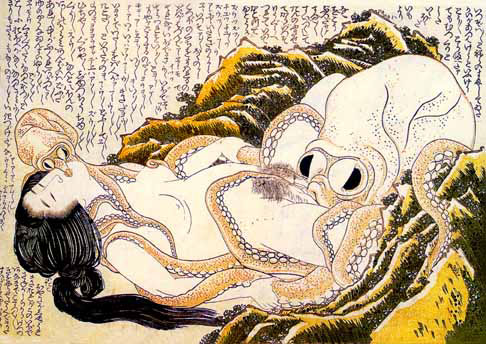
El sueño de la esposa del pescador, ukiyo-e de Hokusai; muestra una mujer manteniendo relaciones sexuales con un par de pulpos.

El erotismo con tentáculos y, más particularmente, la violación por tentáculos, es un tema pictórico que se remonta a una cierta filiación o tradición de la pintura y el ukiyo-e japoneses. En Japón este género se ha acabado por convertir en un concepto presente en algunos manga y anime hentai de horror. Se trata de un género erótico en el que varias criaturas con tentáculos (habitualmente monstruos ficticios) violan a personajes femeninos jóvenes (o menos comúnmente, a hombres), aunque también puede darse el caso que en la escena erótica representada ambas partes den su consentimiento. Muchos de los títulos bajo este género consisten en dominación o humillación, combinados frecuentemente con el fetiche bondage, dado que los accesorios normalmente restringen los movimientos de la «víctima». En ocasiones se dan justificaciones biológicas: las criaturas con tentáculos pueden describir a un tipo de parásito que depositó sus huevos dentro de la fémina para que los críe. En otros escenarios inverosímiles, la criatura embaraza a la víctima.

## Orígenes
Las criaturas con tentáculos aparecieron en los dibujos y literatura erótica japonesa mucho antes que la animación pornográfica; el más famoso de los artistas que utilizaron en un principio las criaturas con tentáculos (y probablemente el primero) es Hokusai (el creador original de la palabra manga) en un ukiyo-e con el nombre de El sueño de la esposa del pescador, que representa una mujer manteniendo relaciones sexuales con un par de pulpos. Este ukiyo-e data del período Edo en Japón cuando el sintoísmo hacía un resurgimiento que resultó en el animismo y una actitud más abierta respecto a la sexualidad, actitud que reflejó Hokusai en sus piezas. El trabajo de Hokusai se ha convertido en un canon dentro del género shunga, haciendo que sus piezas hayan sido rehechas por varios artistas. El artista australiano David Laity rehízo el ukiyo-e de El sueño de la esposa del pescador en una pintura con el mismo nombre, y Masami Teraoka actualizó la imagen con su trabajo en el 2001 "Sarah and Octopus/Séptimo Cielo", parte de su colección Olas y Plagas.
El manga de Toshio Maeda Urotsukidoji inició el concepto moderno de la violación por tentáculos. Maeda explicó que desarrolló este estilo para pasar por encima de las regulaciones de censura japonesas que prohibían mostrar penes en las obras pero que aparentemente no prohibían mostrar penetraciones sexuales de tentáculos o similares.

## Ejemplos
- La saga Urotsukidoji, iniciada en 1987, es el título de anime más conocido de este género.
- La Blue Girl — es una serie de películas que transportaron el género en animación al rodaje en imagen real. Es famosa por haber sido censurada en Inglaterra.
- Injukyoshi («La obscena profesora bestia») — una película en imagen real.
- Alien from the Darkness y Advancer Tina — películas hentai sobre féminas exploradoras que luchan contra alienígenas con tentáculos.
- En el número estadounidense de Batman Inc., de diciembre de 2010, el guionista Grant Morrison realiza un homenaje a este género, protagonizado por Catwoman.
- El crítico de cine Pedro Paunero reconoce a la película La región salvaje (2016), dirigida por Amat Escalante, como a una película derivada de la erótica del Ukiyo-e en un ensayo titulado: "La región salvaje: Insatisfacción sexual y cinematográfica" [1]